# マイル22
『マイル22』（原題：Mile 22）は、2018年のアメリカ合衆国のアクション・スリラー映画。監督はピーター・バーグ、主演はマーク・ウォールバーグが務めた。バーグ監督とウォールバーグがタッグを組むのは、「ローン・サバイバー」、「バーニング・オーシャン」、「パトリオットデイ」に続き、本作で4回目となる。
東南アジアを舞台に、CIA準軍事組織「SAC（特別行動センター）」の特殊部隊SOG（特殊作戦グループ）の地上部門"グラウンド・ブランチ"に所属する工作員たちの戦いを描く。この映画は2018年8月17日にアメリカでリリースされ、世界中で6,600万ドルの総収入を上げた。

## ストーリー
ジェームズ・シルバはCIAでもトップクラスの能力を持つエージェントであったが、CIA分析官ジェームズ・ビショップが統率する極秘部隊"オーバーウォッチ"に所属しているため、組織内でも彼の存在を知っている者はほんの少数であった。
シルバは、アメリカで最も優秀とされる戦術部隊から選抜された地上小隊（チャイルドと言う暗号呼称）のリーダーとして、強力な放射性物質（セシウム）を奪ったFSBの米国内アジトを急襲する。FSBの抵抗によりビショップら本部（マザーと言う暗号呼称）は「敵の射殺」を許可し、最後の一人である18歳の少年は、シルバに射殺される直前に「（俺を殺すと）後悔するよ」との言葉を残す。
16カ月後、東南アジアの国家インドカーにて部員のアリスが得た情報をもとに作戦行動をするもセシウムは得られず、カービン銃とムンクの絵だけであった。数日後アメリカ大使館にリー・ノアという特殊部隊に在籍していた元警官が現れ、セシウムの所在情報と引き換えに亡命を求めた。リーはアリスにガセネタを渡した本人であった。リーはセシウム情報の入ったモバイルディスクを持っていたがそれは8時間で自動消去されるようになっていた。
インドカー政府はリーの引渡しを求める。米大使館（=CIA）が拒否すると、リーの身体検査をする医療従事者に刺客を紛れ込ませて襲うことまでする。そこまで大事な人物なら、ということで米大使館は米国本国へリーの身柄を送ることにする。
シルバは"オーバーウォッチ"の仲間と協力し、情報提供者のリーを国外へ退去させる任務に当たることになった。チームは全員「米国政府関係者では無い」ふりをするために辞表を提出し任務に就く。ノアが潜伏している大使館と空港の間は22マイル（約35km）しか離れていなかったが、リーの命を狙う追手の攻撃は執拗を極め、1マイル進むことにすら支障を来す状況となる。
チームは7人、二台に分乗して進むも、すぐにインドカー政府の諜報員のバイク部隊に襲われ自動車と部下4人を失ってしまい、近くにある隠れ家（レストラン）に入るも、そこにも敵はやってくる。本部の指示でグレーのBMWを奪い集合住宅に逃げ込み、そこで更に部員のダグラスが死亡。相次ぐ戦いの中、シルバは持ち前の戦闘能力を活かし辛くも生き延びる。
敵部隊を全滅させ空港に向かうも直前でインドカー政府の諜報部ボスであるアクセルの車が立ちはだかる。本部はドローンよりミサイルを発射しアクセルの車を破壊する。
空港でリーを軍の輸送機に移す直前にモバイルディスクの暗号化解除のパスワードを聞く。部下のアリスも輸送機に乗る。シルバのみ空港に残る。
本部は突如FSBの地上部隊に急襲される。ここでビショップは6カ月前の事件を思い出す。今回の出来事はロシアの高官が「息子の復讐」として仕組んだことだった。リーは3重スパイだった。復讐のターゲットはシルバと彼が所属するチームであった。輸送機からの無線通信で「小包(リーの暗号呼称)が拳銃を奪い……」と聴こえてきた。

## キャスト
※括弧内は日本語吹替
- ジェームズ・シルバ: マーク・ウォールバーグ（咲野俊介）

CIA機密特命ユニット「オーバーウォッチ」のリーダー。
- リー・ノア: イコ・ウワイス（祐仙勇）

重要参考人。インドカーの警官。
- ジェームズ・ビショップ: ジョン・マルコヴィッチ（金尾哲夫）

本部の人間。司令官を務める。
- アリス・カー: ローレン・コーハン（山賀晴代）

シルバの仲間。
- サム・スノウ: ロンダ・ラウジー（東内マリ子）

シルバの仲間。
- アレクサンダー・アスラノフ: ニコライ・ニコラエフ（櫻井慎二朗）

ロシア諜報機関の高官。
- ウィリアム・ダグラス3世: カルロ・アルバン（川原元幸）

シルバの仲間。
- ジョニー・ポーター: テリー・キニー（真木駿一）

シルバの上官。
- ドロシー・ブラディ大使: ブールナ・ジャガナサン（池田朋子）

大使。
- アクセル: サム・メディナ（阿部竜一）

インドカーの特殊部隊を率いる男。
- ヴェラ・クラーギナ: ナターシャ・グブスカヤ（桜岡あつこ）

FSB。
- アナトール・クラーギン: デヴィッド・ガレリク

冒頭の事件でシルバに射殺された青年。
- トーマス: アレクサンドラ・ヴィーノ

軍曹。
- グレッグ・ヴィッカーズ: セドリック・ジャーヴェイス（英語版）

冒頭の事件で首を撃たれる。
- クイーン: CL（木村陽子）
- キング: キース・アーサー・ボルデン（拝真之介）
- ナイト: ジェニーク・ヘンドリックス（川岸上子）
- ボーン: マイク・ホルムズ（佐久間元輝）
- ルーカス: ピーター・バーグ（野坂尚也）
- M.I.T.: エミリー・スケッグズ（日野佑美）
- ジェイコブ: ブランドン・スケールズ（山下公平）

## 製作
2015年3月2日、ロンダ・ラウジーとイコ・ウワイスが本作に出演することになったと報じられた。7月2日、マーク・ウォールバーグの出演とピーター・バーグの監督起用が決まったとの報道があった。2017年3月28日、バーグ監督はシリーズ化する構想を明かした。11月7日、ローレン・コーハンがキャスト入りした。

### 撮影
2017年11月、主要撮影がジョージア州アトランタで始まった。その際、『Ground Branch』というワーキングタイトルが使用された。2月、コロンビアのボゴタに移って撮影が続けられた。5日、コロンビアのフアン・マヌエル・サントス大統領が撮影現場を視察した。

## マーケティング・興行収入
2018年5月15日、本作のファースト・トレイラーが公開された。6月28日、セカンド・トレイラーが公開された。7月26日、ファイナル・トレイラーが公開された。
『クレイジー・リッチ!』及び『アルファ 帰還りし者たち』と同じ週に封切られ、公開初週末に1700万ドル前後を稼ぎ出すと予想されていたが、実際の数字はそれを下回るものとなった。2018年8月17日、全米3520館で公開され、公開初週末に1371万ドルを稼ぎ出し、週末興行収入ランキング初登場3位となった。

## 評価
イコ・ウワイスの演技は賞賛されたものの、映画の批評やアクションの流れの編集に加えて、「混乱しててカオス的な駄作」と評した評論家からは、一般的に好ましくないレビューを受けた。映画批評集積サイトのRotten Tomatoesには109件のレビューがあり、批評家支持率は20%、平均点は10点満点で4点となっている。サイト側による批評家の見解の要約は「『マイル22』は銃弾を放ったが大して飛ばせなかった。アクションスリラー映画でありながらスリルを欠いており、鑑賞することは持久走の苦しみに近いものを感じさせる。その意味で、タイトルはその出来栄えに合ったものである。」となっている。Metacriticには32件のレビューがあり、加重平均値は39/100となっている。CinemaScoreはB-となっている。

## 続編
2018年4月、STXエンターテインメントは本作のスピンオフとなるミニシリーズ『The Kiev Exchange』の製作を始めると発表した。同シリーズは人質解放交渉に当たるグラウンド・ブランチの活躍を描いた作品になる予定で、バーグが監督を務める。
6月25日、続編の製作が始まっていると報じられた。